# 최상채
최상채(崔相彩, 1903년 6월 4일~1973년 12월 12일)는 대한민국의 국회의원이다.

## 학력
- 경성제1고등보통학교졸업
- 경성의학전문학교졸업
- 의학박사(일본경도제대)

## 경력

### 국회의원이외의 경력
- 광주의학전문학교교장
- 전남도립광주의원원장
- 광주의과대학장
- 전남의사회장
- 대한적십자사광주지사장겸중앙위원
- 대한의사협회부회장
- 전남대학교총장

### 국회의원 경력
- 대한민국의 제5대 참의원 : 민주당(전라남도 제2부)